# Taeniophyllum aurantiacum
Taeniophyllum aurantiacum är en orkidéart som beskrevs av Johannes Jacobus Smith. Taeniophyllum aurantiacum ingår i släktet Taeniophyllum och familjen orkidéer. Inga underarter finns listade i Catalogue of Life.